# Świadkowie Jehowy w Kolumbii

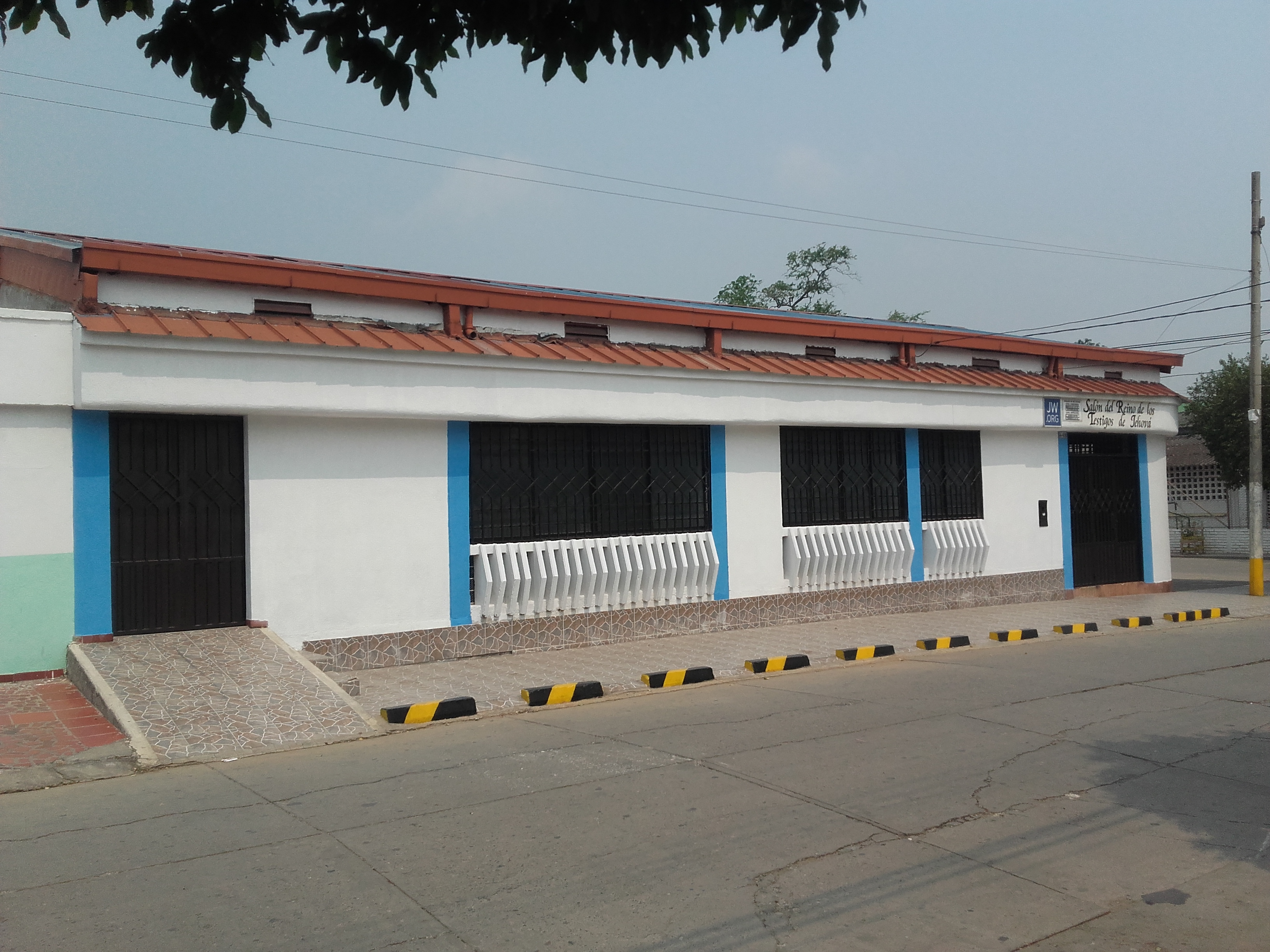
Jedna z Sal Królestwa w Kolumbii (Cúcuta)

Świadkowie Jehowy w Kolumbii – społeczność wyznaniowa w Kolumbii, należąca do ogólnoświatowej wspólnoty Świadków Jehowy, licząca w 2023 roku 186 712 głosicieli, należących do 2271 zborów. Na dorocznej uroczystości Wieczerzy Pańskiej w 2023 roku zgromadziło się 544 651 osób (ok. 1,5% mieszkańców). Działalność miejscowych  głosicieli i Świadków Jehowy w Boliwii koordynuje Biuro Oddziału w miejscowości Facatativá koło Bogoty. W kraju wybudowano pięć Sal Zgromadzeń. Jest to jedna z 27 wspólnot Świadków Jehowy na świecie, których liczebność przekracza 100 000 głosicieli.

## Historia

### Początki
W roku 1915 kolumbijski wyznawca z Nowego Jorku wysyłał publikacje religijne mieszkańcowi Bogoty – Ramónowi Salgarze, który je rozpowszechnił (200 egzemplarzy). W roku 1922 działalność kaznodziejską rozpoczął Heliodoro Hernández, który czytał „Strażnice otrzymane od znajomego, niebędącego Świadkiem Jehowy. W 1924 roku do tej działalności przyłączył się Juan Bautista Estupiñán. Obaj zostali ochrzczeni w 1932 roku.
W tym samym roku rozpowszechniono około 20 tysięcy egzemplarzy broszury Królestwo – nadzieja świata.
Dwa lata później ze Stanów Zjednoczonych przybyły dwie pionierki. Po roku owocnej służby jedna z nich – Hilma Sjoberg — musiała wrócić do Stanów Zjednoczonych, natomiast Käthe Palm – pochodząca z Niemiec, udała się do Chile.

### Rozwój działalności
W 1945 roku do Kolumbii przybyli pierwsi misjonarze – absolwenci Szkoły Gilead, którzy dołączyli do grupy około 10 głosicieli działających w kraju. Zorganizowali oni działalność głoszenia w Bogocie, a rok później w Barranquilla. Potem stopniowo prowadzili ją w miastach: Cartagena, Santa Marta, Cali oraz Medellín. 1 maja 1946 roku otworzono Biuro Oddziału. W roku 1947 zanotowano liczbę 29 głosicieli, w roku 1949 – 100, a w 1958 już – 1000. W miejscowości Barranquilla otwarto w roku 1956 nowe Biuro Oddziału.
W roku 1966 w Barranquilla odbył się kongres międzynarodowy pod hasłem „Synowie Boży – synami wolności” z udziałem 5777 obecnych, z których 179 osób zostało ochrzczonych. W kraju działało 4203 głosicieli.
W roku 1973 zanotowano liczbę 10 tysięcy głosicieli, w 1980 roku – 16 tysięcy, a w 1989 już ponad 42 tysiące.
W styczniu 1974 roku w Bogocie odbył się kongres pod hasłem „Boskie zwycięstwo”. W 1978 roku w mieście Barranquilla otwarto Biuro Oddziału. 20 438 osób uczestniczyło w kongresie pod hasłem „Zwycięska wiara”, który odbył się w Cali w dniach od 10 do 14 stycznia 1979 roku. W 1985 roku zorganizowano akcje niesienia pomocy dla ofiar lawin błota w Armero.
Liczbę 50 000 głosicieli osiągnięto w 1991 roku, a osiem lat później liczba ta się podwoiła. 1 listopada 1992 roku w miejscowości Facatativá otwarto nowe Biuro Oddziału wraz z drukarnią. Na program z okazji otwarcia przybyło 1500 gości z 14 krajów. Wśród obecnych znaleźli się między innymi przedstawiciele Ciała Kierowniczego: Milton George Henschel i Daniel Sydlik. Na początku 1994 roku w Bogocie odbył się kongres międzynarodowy pod hasłem „Pouczani przez Boga” dla 40 000 delegatów z 31 krajów. W roku 1996 nastąpiło uznanie prawne wyznania. W latach 90. XX wieku skupiono się bardziej na działalności kaznodziejskiej wśród miejscowych plemion indiańskich i wkrótce powstały tam zbory. W roku 1996 Świadkowie Jehowy zostali oficjalnie uznani prawnie jako religia. W 1998 roku zaczęto tłumaczyć publikacje na język wayuunaiki.
W roku 2000 Świadkowie Jehowy zaczęli udostępniać materiały biblijne w kolumbijskim języku migowym, przeznaczone dla lokalnych społeczności głuchych. Od tego czasu do roku 2016 na stronie internetowej jw.org umieszczono ponad 400 filmów dla dorosłych, nastolatków i dzieci posługujących się tym językiem.
W 2000 roku zorganizowano specjalną kampanię rozpowszechniania traktatu „Jesteście światłem świata” w nakładzie 10 milionów egzemplarzy. W roku 2006 powiększono kompleks Biura Oddziału i drukarni. W sierpniu 2010 roku ogłoszono wydanie Ewangelii Mateusza i Ewangelii Jana w Przekładzie Nowego Świata w kolumbijskim języku migowym. W 2017 roku w kolumbijskim Biurze Oddziału usługiwało 255 osób.
Od 4 do 6 września 2015 roku w Centro de Espectáculos La Macarena w Medellín odbył się kongres specjalny pod hasłem „Naśladujmy Jezusa!”, z udziałem delegatów z Kolumbii, z Hondurasu, z Kostaryki, z Kuby, z Panamy, ze Stanów Zjednoczonych i z Wenezueli.
W 2015 roku w kraju działało ponad 171 tysięcy głosicieli.
W czasie konferencji, która odbyła się w dniach od 7 do 9 października 2016 roku w Bogocie, Krajowe Stowarzyszenie Tłumaczy Języka Migowego w Kolumbii (ANISCOL), wraz z dwoma stowarzyszeniami regionalnymi, wręczyły Świadkom Jehowy nagrodę za „wybitną pracę w produkcji materiałów religijnych oraz ich pozytywny wpływ na życie kolumbijskiej społeczności głuchych”.
W kwietniu 2017 roku zorganizowano pomoc humanitarną dla poszkodowanych przez lawiny błotne. W listopadzie 2018 roku odbył się kongres specjalny pod hasłem „Bądź odważny!” w peruwiańskiej Limie z udziałem delegacji z Kolumbii, a w 2019 roku w kongresach międzynarodowych pod hasłem „Miłość nigdy nie zawodzi!” w Danii, Ekwadorze, Holandii, Meksyku i Stanach Zjednoczonych. W listopadzie 2020 roku zorganizowano pomoc dla poszkodowanych przez huragan Iota. 18 sierpnia 2023 roku podczas kongresu regionalnego pod hasłem „Okazujcie cierpliwość!” w Maicao, Giacomo Maffei z Komitetu Oddziału w Kolumbii ogłosił wydanie Chrześcijańskich Pism Greckich w Przekładzie Nowego Świata (Nowy Testament) w języku wayuunaiki. W 17 zborach i 4 grupach tego języka w Kolumbii i Wenezueli jest 445 głosicieli. W 2024 roku delegacje z Kolumbii brały udział w kongresach specjalnych pod hasłem „Głośmy dobrą nowinę!” w Chile, Dominikanie i Paragwaju.
W Bogocie znajduje się jeden z 17 ośrodków szkoleń biblijnych na świecie.
W całej Kolumbii Świadkowie Jehowy prowadzą 782 bezpłatne kursy biblijne w 65 więzieniach, od 1996 roku chrzest przyjęło 60 osadzonych.
W 2020 roku w związku z pandemią COVID-19, a od kwietnia 2021 roku w związku z niepokojami społecznymi, powołano Komitety Pomocy Doraźnej, które najbardziej potrzebującym dostarczają żywność.
7 kwietnia 2021 roku Trybunał Konstytucyjny w Kolumbii orzekł na rzecz osoby będącej Świadkiem Jehowy w sprawie dotyczącej podejmowania przez dojrzałych małoletnich decyzji związanych z leczeniem bez użycia transfuzji krwi, uznał też prawo do korzystania z leczenia metodami alternatywnymi wobec transfuzji krwi.
W 2021 roku osiągnięto liczbę 190 223 głosicieli, a na uroczystości Wieczerzy Pańskiej zgromadziło się 632 726 osób (ok. 1,5% mieszkańców).
25 czerwca 2022 roku Carlos Moreno z kolumbijskiego Komitetu Oddziału ogłosił wydanie Chrześcijańskich Pism Greckich w Przekładzie Nowego Świata (Mateusza-Dzieje) w języku wayuunaiki. Język ten ma około 728 000 użytkowników, którzy mieszkają w północnej Kolumbii i północno-zachodniej Wenezueli. Z nagranego wcześniej programu skorzystało około 2000 osób w Kolumbii i Wenezueli. Językiem tym posługuje się 443 głosicieli w 17 zborach, 1 grupie oraz 1 grupie pilotażowej w Kolumbii i Wenezueli.
18 marca 2023 roku w mieście Ríohacha oddano do użytku nowe Biuro Tłumaczeń na język wayuunaiki. W 20 zborach tego języka działa około 400 głosicieli.
26 marca 2023 roku w Cali odbyło się pierwsze zgromadzenie w językach guambiano i embera (chami). Od 1 listopada 2023 roku do 31 stycznia 2024 roku w Kolumbii i Boliwii odbyła się specjalna kampania głoszenia w 19 językach.
Zebrania zborowe odbywają się w językach: hiszpańskim, kolumbijskim migowym, angielskim, chińskim, curripaco, embera (chami), embera (katio), francuskim, guambiano, guahibo, inga, keczua (Ekwador), koreańskim, kuna, paez, romani (kełderaski, Rosja), włoskim i wayuunaiki.
Biuro Oddziału znajduje się w miejscowości Facatativá (42 km od Bogoty) i nadzoruje działalność Świadków Jehowy w Boliwii i Kolumbii. Drukuje publikacje biblijne dla Świadków Jehowy w Kolumbii, Ekwadorze, Peru i Wenezueli.